# Paralía Tolofónos
Paralía Tolofónos (grec moderne : Παραλία Τολοφώνος) est une localité située dans le dème de Doride, dans le district régional de Phocide, dans la périphérie de Grèce-Centrale, en Grèce.
Selon le recensement de 2021, elle compte 253 habitants.